# Nyctimene sanctacrucis
Nyctimene sanctacrucis är en däggdjursart som beskrevs av Ellis Le Geyt Troughton 1931. Nyctimene sanctacrucis ingår i släktet Nyctimene och familjen flyghundar. IUCN kategoriserar arten globalt som otillräckligt studerad. Inga underarter finns listade.
Denna flyghund förekommer på Santa Cruzöarna. Den iakttogs senaste gången 1907 och arten är kanske utödd. Individen som användes för artens beskrivning (holotyp) hittades i en skog cirka 200 meter över havet. Möjligen är populationen en underart till Nyctimene major.